# Нижнее Кляшево
Ни́жнее Кля́шево (чув. Анатри Кӗлешкасси) — деревня в Ибресинском районе Чувашской Республики. Входит в состав Чувашско-Тимяшского сельского поселения.

## География
Находится в центральной части Чувашии на расстоянии приблизительно 10 км на восток-северо-восток по прямой от районного центра посёлка Ибреси.

## История
Деревня основана примерно триста лет назад. Часть жителей позже выселилась в деревню Верхнее Кляшево. В 1795 году было учтено 25 дворов и 139 жителей, в 1858 222 жителя, в 1897 году 342, в 1926 92 двора и 448 жителей, в 1939 388 жителей, в 1979 345. В 2002 году отмечено 76 дворов, а в 2010 79.

## Население
Население составляло 222 человека (чуваши 99 %) в 2002 году, 210 в 2010.